# Argininosuccinat-Synthase
Die Argininosuccinat-Synthase (ASS) (auch Argininosuccinat-Synthetase) ist das Enzym, das die Umsetzung von Aspartat und Citrullin zu Argininosuccinat katalysiert. Diese Reaktion findet in allen Lebewesen bei der Biosynthese der Aminosäure Arginin statt und ist in Wirbeltieren Teil des Harnstoffzyklus. Mutationen im ASS1-Gen sind die Ursache für Citrullinämie Typ I.
Die Regulation der leberspezifischen ASS-Expression findet über cAMP-Signalwege statt. In der Caco-2-Zelllinie agieren IL-1-beta und Stickstoffmonoxid als Gegenspieler der ASS-Regulation.

## Katalysierte Reaktion
+  + ATP ⇔

⇔  + AMP + PPi
Citrullin und Aspartat kondensieren zu Argininsuccinat.